# Прыжки в воду на летних Олимпийских играх 1904
Соревнования по прыжкам в воду на летних Олимпийских играх 1904 были проведены впервые и прошли 5 и 7 сентября. Всего участвовали десять спортсменов из двух стран, которые соревновались за два комплекта медалей.

## Медали

### Общий медальный зачёт
(Жирным выделено самое большое количество медалей в своей категории; принимающая страна также выделена)
| Общее количество медалей |          |        |         |        |       |
| Место                    | Страна   | Золото | Серебро | Бронза | Всего |
| 1                        | США      | 2      | 1       | 2      | 5     |
| 2                        | Германия | 0      | 1       | 1      | 2     |

### Медалисты
| Дисциплина          | Золото            | Серебро                | Бронза                        |
| Вышка               | Джордж Шелдон США | Георг Гоффман Германия | Альфред Брауншвайгер Германия |
| Вышка               | Джордж Шелдон США | Георг Гоффман Германия | Фрэнк Кехоу США               |
| Прыжки на дальность | Уильям Дики США   | Эдгар Адамс США        | Лео Гудвин США                |

## Страны
В соревнованиях по плаванию участвовали 10 спортсменов из двух стран:

В скобках указано количество спортсменов
- Германия (3)
- США (7)